# Helli Stehle
Helene «Helli» Louise Stehle (* 6. Dezember 1907 in Basel; † 27. August 2017 ebenda) war eine Schweizer Schauspielerin und Radiomoderatorin. Sie war ab 1939 die erste weibliche Nachrichtensprecherin der Schweiz.

## Leben und Karriere
Stehle wuchs in Basel auf und liess sich in den 1920er-Jahren am Konservatorium Basel bei Oskar Wälterlin, Lucie Lissl und Rosalia Chladek als Schauspielerin ausbilden. Anschliessend spielte sie 1929–1932 am Stadttheater Basel. Ab den späten 1920er-Jahren, spätestens ab 1928, arbeitete sie beim Radiostudio Basel des Schweizer Landessenders Beromünster. Zuerst war Stehle bei der Hörspielgruppe des Studio Basel tätig, wo sie Gedichte rezitierte oder bei Hörspielen mitwirkte. Daneben versuchte Stehle als Schauspielerin auch an deutschen Bühnen Fuss zu fassen.
Nach Ausbruch des Zweiten Weltkrieges wurde Stehle fest beim Radiostudio Basel engagiert und wirkte in den Kriegsjahren als erste weibliche Ansagerin und Nachrichtensprecherin, da ihre männlichen Kollegen in den Aktivdienst eingezogen wurden. Nach dem Krieg blieb Stehle als Ansagerin beim Radio und wurde schliesslich zur Chefsprecherin befördert. In dieser Funktion bildete Stehle auch junge Nachrichtensprecher aus. Zudem wirkte sie bei verschiedenen Radiohörspielen mit und führte bei einigen auch Regie. Daneben war Stehle auch immer wieder als Schauspielerin zu sehen, so beispielsweise 1966 mit Heinrich Gretler in De Tod uf em Oepfelbaum.
1967 liess sie sich pensionieren.
Stehle engagierte sich zeitlebens für den Basler Dialekt und den schweizerdeutschen Dialekt allgemein. Stehle war bei ihrem Tod im Alter von 109 Jahren die älteste lebende Schweizerin.